# 무시오쿠리
무시오쿠리(일본어: 虫送り)는 일본의 연중행사로, 횃불을 들고 징이나 북을 치면서 농작물의 해충을 쫓으려는 주술적인 행사이다.